# Pedomyia namaqua
Pedomyia namaqua là một loài ruồi trong họ Asilidae. Pedomyia namaqua được Londt miêu tả năm 1994. Loài này phân bố ở vùng nhiệt đới châu Phi.